# اعترافات كاتم صوت (رواية)
اعترافات كاتم صوت رواية للكاتب الأردني مؤنس الرزاز صدرت عام 1986، وهي ضمن قائمة «أفضل مائة رواية عربية» بحسب اتحاد الكتاب العرب للعام 2000.

## الطابع الأدبي
في رواية اعترافات كاتم صوت، عمد مؤنس الرزاز إلى استخدام تقنية مألوفة في الرواية المعاصرة، وهي تقنية توزيع الكلام على أطراف الحوار بطريقة غير منظّمة دون أن يعمد على إدارة الحوار بينهم، فعندما يتكلم الأب في الرواية يكتفي بالحوار مع نفسه، وكذلك تفعل الأم والابنة الصغيرة في الإقامة الجبرية حيث تعيد الشخصيات إنتاج إحساسها بالعزلة والصمت.

## ملخص الرواية
يحمل القسم الأول من الرواية عنوان مدارات الصدى، إذ أن الصدى يحل محل الصوت في غياب أي تبادل حواري بين الشخصيات حسب ما أورده الكاتب، ثم بعد ذلك تقوم الابنة بتدشين النص إذ تصف مشهد العزلة والصمت رغم وجودها رفقة أسرتها الصغيرة في بيت الإقامة الجبرية. ولا تتواصل العائلة المسجونة مع العالم الخارجي إلا عندما يتصل الابن من الخارج في يوم محدد من أيام الأسبوع. ويشكل التواصل المتقطع مع العالم الخارجي تمهيدا لانتقال الرواية من الحديث عن شخصيات الإقامة الجبرية إلى الحديث عن اعترافات يوسف/كاتم الصوت.
الأب كان مسؤولا كبيرا في السلطة التي اعتقلته، وتتوضح في هذه الحوارات بعض خيوط حياة هذه الشخصيات على غرار تاريخ الأب المناضل الذي وصل حزبه إلى السلطة ثم اختلف معه فزج به في الإقامة الجبرية، وعلى تاريخ الأم التي أحبت الأب وتزوجته إعجابا به وبأفكاره السياسية.